# Tour Midi-Pyrénées 1982
Il Tour Midi-Pyrénées 1982, sesta edizione della corsa e prima con questa denominazione, si svolse dal 6 al 9 aprile su un percorso di 586 km ripartiti in 3 tappe (la seconda suddivisa in due semitappe) più un cronoprologo, con partenza da Castres e arrivo a Toulouse. Fu vinto dall'italiano Francesco Moser della Famcucine-Campagnolo davanti ai francesi Jean-René Bernaudeau e Michel Laurent.

## Tappe
| Tappa  | Data     | Percorso                              | km  | Vincitore di tappa | Leader cl. generale |
| ------ | -------- | ------------------------------------- | --- | ------------------ | ------------------- |
| Prol.  | 6 aprile | Castres > Castres (cron. individuale) | 2,6 | Francesco Moser    |                     |
| 1ª     | 7 aprile | Castres > Valence-d'Agen              | 221 | Daniel Willems     |                     |
| 2ª-1ª  | 8 aprile | Valence-d'Agen > Auch                 | 69  | Daniel Willems     |                     |
| 2ª-2ª  | 8 aprile | Auch > Tarbes                         | 107 | Giovanni Mantovani |                     |
| 3ª     | 9 aprile | Saint-Gaudens > Toulouse              | 186 | Giovanni Mantovani | Francesco Moser     |
| Totale | Totale   | Totale                                | 586 |                    |                     |

## Dettagli delle tappe

### Prologo
- 6 aprile: Castres > Castres (cron. individuale) – 2,6 km

| Pos. | Corridore            | Squadra       | Tempo |
| ---- | -------------------- | ------------- | ----- |
| 1    | Francesco Moser      | Famcucine     | 3'22" |
| 2    | Marc Gomez           | Wolber-Spidel | a 3"  |
| 3    | Jean-René Bernaudeau | Peugeot       | a 4"  |

| Pos. | Corridore | Squadra | Tempo |
| ---- | --------- | ------- | ----- |

### 1ª tappa
- 7 aprile: Castres > Valence-d'Agen – 221 km

| Pos. | Corridore          | Squadra    | Tempo    |
| ---- | ------------------ | ---------- | -------- |
| 1    | Daniel Willems     | Boule d'Or | 1h37'19" |
| 2    | Giovanni Mantovani | Famcucine  | s.t.     |
| 3    | Dominique Sanders  | Peugeot    | s.t.     |

| Pos. | Corridore | Squadra | Tempo |
| ---- | --------- | ------- | ----- |

### 2ª tappa - 1ª semitappa
- 8 aprile: Valence-d'Agen > Auch – 69 km

| Pos. | Corridore          | Squadra    | Tempo    |
| ---- | ------------------ | ---------- | -------- |
| 1    | Daniel Willems     | Boule d'Or | 1h37'19" |
| 2    | Giovanni Mantovani | Famcucine  | s.t.     |
| 3    | Eugène Urbany      | Splendor   | s.t.     |

| Pos. | Corridore | Squadra | Tempo |
| ---- | --------- | ------- | ----- |

### 2ª tappa - 2ª semitappa
- 8 aprile: Auch > Tarbes – 107 km

| Pos. | Corridore          | Squadra   | Tempo    |
| ---- | ------------------ | --------- | -------- |
| 1    | Giovanni Mantovani | Famcucine | 2h46'05" |
| 2    | Francesco Moser    | Famcucine | s.t.     |
| 3    | Stephen Roche      | Peugeot   | s.t.     |

| Pos. | Corridore | Squadra | Tempo |
| ---- | --------- | ------- | ----- |

### 3ª tappa
- 9 aprile: Saint-Gaudens > Toulouse – 186 km

| Pos. | Corridore                  | Squadra       | Tempo    |
| ---- | -------------------------- | ------------- | -------- |
| 1    | Giovanni Mantovani         | Famcucine     | 4h33'03" |
| 2    | Jean-Philippe Vandenbrande | Splendor      | s.t.     |
| 3    | Marc Gomez                 | Wolber-Spidel | s.t.     |

| Pos. | Corridore            | Squadra   | Tempo     |
| ---- | -------------------- | --------- | --------- |
| 1    | Francesco Moser      | Famcucine | 14h49'11" |
| 2    | Jean-René Bernaudeau | Peugeot   | a 4"      |
| 3    | Michel Laurent       | Peugeot   | a 5"      |

## Classifiche finali

### Classifica generale
| Pos. | Corridore            | Squadra                | Tempo     |
| ---- | -------------------- | ---------------------- | --------- |
| 1    | Francesco Moser      | Famcucine-Campagnolo   | 14h49'11" |
| 2    | Jean-René Bernaudeau | Peugeot-Shell-Michelin | a 4"      |
| 3    | Michel Laurent       | Peugeot-Shell-Michelin | a 5"      |
| 4    | Stephen Roche        | Peugeot-Shell-Michelin | a 6"      |
| 5    | Pascal Simon         | Peugeot-Shell-Michelin | s.t.      |
| 6    | Joop Zoetemelk       | Coop-Mercier-Mavic     | a 7"      |
| 7    | Giovanni Mantovani   | Famcucine-Campagnolo   | a 9"      |
| 8    | Daniel Willems       | Boule d'Or-Sunair      | s.t.      |
| 9    | Gery Verlinden       | Boule d'Or-Sunair      | s.t.      |
| 10   | Claude Criquielion   | Splendor-Wickes        | a 10"     |